# Cos'è normale
Cos'è normale è un brano musicale degli Zero Assoluto, estratto come secondo singolo dall'album Sotto una pioggia di parole.

## Il brano
Cos'è normale è stato scritto da Thomas De Gasperi e Matteo Maffucci, in collaborazione con Danilo Pao ed Enrico Sognato. Il brano è stato reso disponibile per il download digitale, ed è entrato nella rotazione radiofonica italiana a partire dal 18 settembre 2009. Si tratta di una versione differente da quella presente nell'album, che prevedeva il featuring di Federico Zampaglione.

## Video musicale
Il video musicale prodotto per Cos'è normale è stato diretto da Cosimo Alemà e girato il 30 settembre 2009, per poi entrare nella rotazione dei canali tematici a partire dal 26 ottobre 2009. Il video segue alcune automobili in viaggio, con il punto di vista della telecamera davanti al parabrezza, in modo da poter vedere i visi dei passeggeri. Si alternano i due componenti degli Zero Assoluto, ad altre persone, fra cui Danilo Pao ed Enrico Sognato, coautori del brano.

## Tracce
Digital Download
1. Cos'è normale - 3:26

## Andamento nella classifica FIMI
| Posizione | 27 | 10 | - |  |  |